# روان لينغيو
روان لينغيو (26 أبريل 1910 – 8 مارس 1936)، ولدت باسم روان فينججن، ومعروفة أيضًا باسمها الإنجليزي ليلي يوين، كانت ممثلة أفلام صامتة صينية.

## النشأة
ولدت روان لعائلة من الطبقة العاملة في شنغهاي. مات والدها عندما كانت صغيرة، وربتها والدتها وهي تعمل خادمة.

## المهنة

### التمثيل

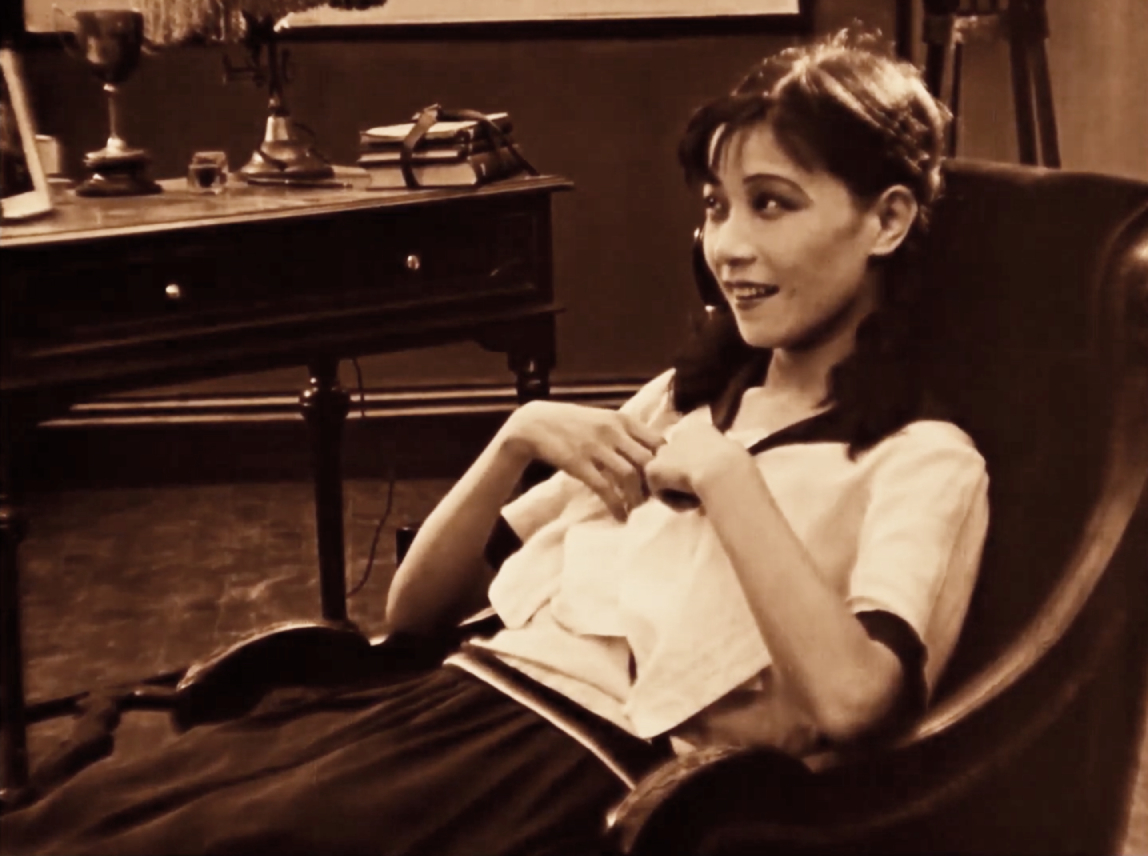
روان بعمر ال 20 سنة في فيلم Love and Duty

في عام 1926 وقعت روان مع شركة Mingxing Film Company البارزة. قدمت فيلمها الأول في سن السادسة عشرة. متزوجان بالاسم فقط (掛名的夫妻/挂名的夫妻)، من إخراج بو وانكانغ. بعد عامين، وقعت مع شركة Da Zhonghua Baihe Company (大中華百合公司/大中华百合公司) حيث صورت آنذاك ستة أفلام. حققت أول نجاح كبيرة لها في فيلم حلم العاصمة القديمة (故都春夢) عام 1930، والتي حقق نجاحًا كبيرًا في الصين. كان هذا أول عمل رئيسي لروان بعد ان وقعت مع شركة استوديو ليانهوا الذي تم تشكيلها حديثًا في عام 1930. وفيه دورها للفيلم لعبت دور عاهرة تدعى «يانيان».

### الشعبية والصراعات الشخصية

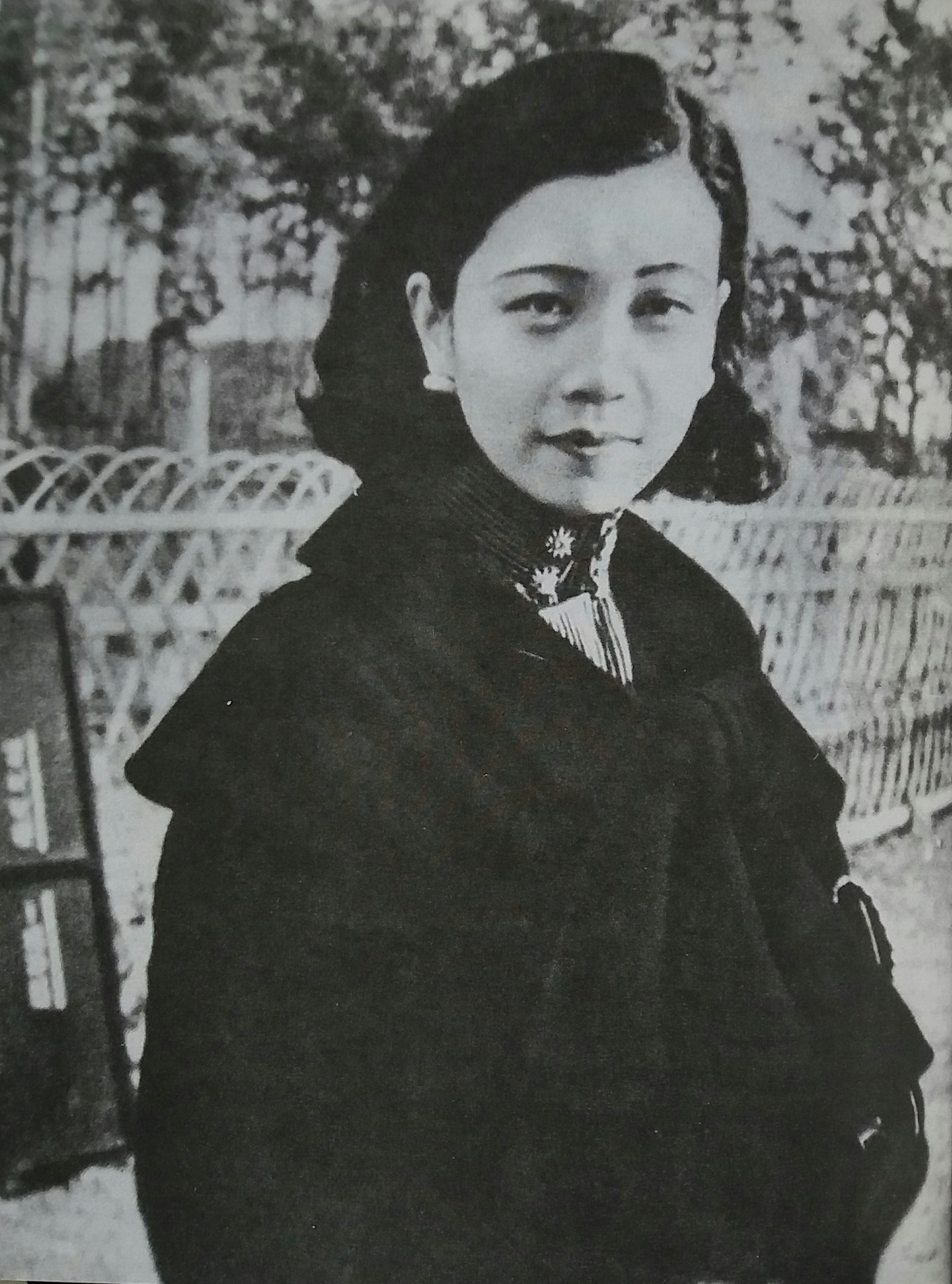
روان لينغيو

بعد ذلك، أصبحت روان نجمة شركة استوديو ليانهوا السينمائي الرئيسية والأكثر شعبية. حظت أكثر أعمالها الناجحة والتي لا تُنسى بعد عام 1931، بدءًا من دورها في فيلم الميلودراما الحب والواجب (من إخراج بو وانكانغ). بحلول ذلك الوقت، اكتسبت روان بعد ذلك شعبية كبيرة بسبب أدوارها القيادية، وفي عام 1933 حصلت على المركز الثاني في استطلاع أجرته مجلة «ستار ديلي» (明星日報) عن «ملكة الأفلام» في الصين. بعد فيلم ثلاث نساء حديثات (1932)، بدأت روان في كسب شعبية أكثر وتعاونت مع مجموعة من المخرجين صينيين بارزين.

### الأيام الأخيرة قبل الموت
في فيلم العاب صغيرة (1933)، لـ صن يي، لعب روان دور صانعة ألعاب تعاني. فيلمها التالي الإلهة (1934)، غالبًا ما يتم تذكره باعتباره من ابرز الأفلام في السينما الصينية الصامتة. لعبت روان دور عاهرة تربي طفلًا. في وقت لاحق من ذلك العام، عملت روان بفيلمها قبل الأخير نساء جديدات (من إخراج كاي تشوشينغ)، والذي لعبت فيه دور امرأة متعلمة أجبرها مجتمع عديم المشاعر على الموت. الفيلم مأخوذ عن حياة الممثلة آي شيا التي قتلت نفسها عام 1934. صدر فيلمها الأخير الجمارك الوطنية بعد وقت قصير من وفاتها.

## الحياة الشخصية

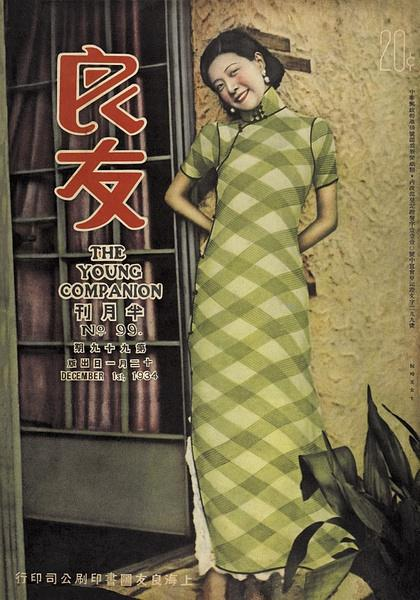
روان على غلاف "The Young Companion" في ديسمبر 1934

في سن السادسة عشر، تعرفت روان على تشانغ دامين (张达民/張達民)، الذي كانت والدتها تعمل لديهم. تم طرد تشانغ في وقت لاحق بواسطة عائلته الثرية بسبب سلوكه وأصبح مقامرًا مزمنًا، وكانت تدعمه روان براتبها. لم تتمكن روان من تحمل سلوك تشانغ وانفصلت عنه في عام 1933. ثم بدأت تعيش مع حبيبها الجديد تانغ جيشان، في عام 1935 رفع تشانغ دعوى قضائية يطلب فيها تعويضات من روان. استغلت الصحف هذه الفرصة للتحقيق في حياة روان الخاصة مما وضع روان تحت ضغط شديد وحالة سيئة.
بعد انتهاء تصوير فيلم «نساء جديدات»، بدأت حياة روان في الانهيار. صدر الفيلم في شنغهاي عام 1935. وكان المخرج كاي تشوشينغ تحت ضغط هائل من مراسلي التابلويد، الذين كانوا معاديين للغاية للفيلم ولروان نفسها، بسبب ردود الفعل القاسية لصحيفة شنغهاي في الفيلم. أُجبر كاي على إجراء تخفيضات واسعة في الفيلم. ولكن حتى بعد ذلك، كانت الصحافة تتدخل بحياة روان الخاصة بلا رحمة، وتلقت هجوم كبير من قبل الصحف الشعبية وبسبب دعواها القضائية مع زوجها الأول تشانغ دامين.

### الوفاة
في مواجهة العديد من القضايا العامة والمشاكل الخاصة الشديدة، انتحرت روان باستخدام جرعة زائدة من الباربيتورات في شنغهاي في 8 مارس 1935، في سن 24. مذكرة انتحارها احتوت على سطر يقول «القيل والقال أمر مخيف» (人言可畏)، على الرغم من أن الباحثين الجدد شككوا في صحة المذكرة وقالو قد يكون تانغ جيشان هو من قام بتزوير المذكرة. حتى المفكر الصيني البارز لو شون أصيب بالذهول من التفاصيل المحيطة بوفاة روان وكتب مقالًا بعنوان «القيل والقال أمر مخيف».
يعتقد باحثون حديثون أن علاقتها المسيئة المتدهورة مع تانغ جيشان ودعوى القضائية مع زوجها السابق تشانغ دامين كانت سبب وفاة روان. تم نشر معلومات أكثر مِن قِبل وسائل الإعلام في الصين بعد إطلاق فيلم نساء جديدات، حيث يحكي الفيلم حياة الممثلة آي شيا، التي انتحرت ايضًا بسبب الشائعات الإعلامية حول حياتها الخاصة. ويُعتقد أيضًا أن روان تعرضت للإيذاء الجسدي عندما توفيت قبل ذلك المساء.

### خدمات الجنازة والتكريم اللاحقة

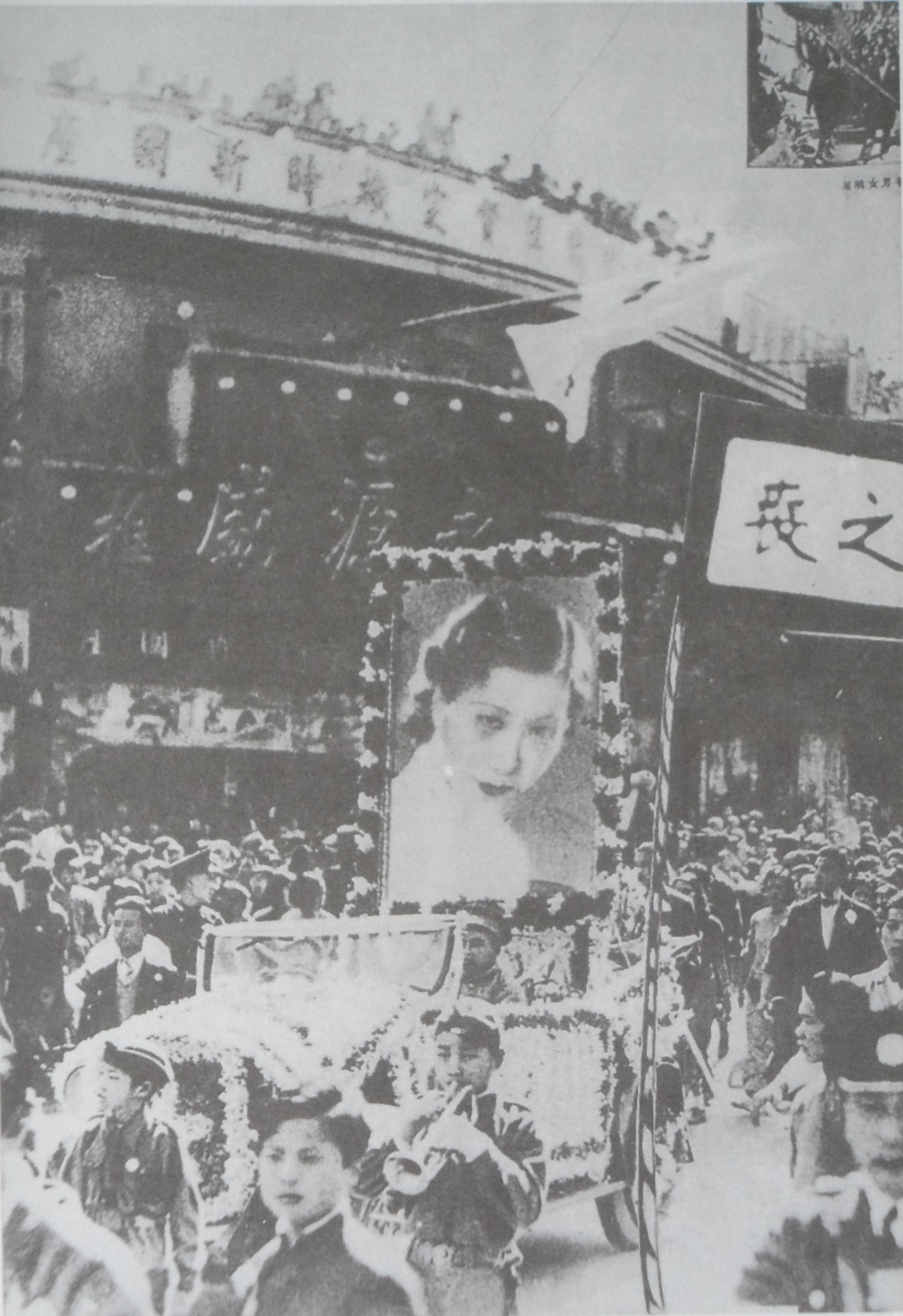
بحسب ما ورد حضر موكب جنازة روان لينغيو أكثر من 100,000 شخص.

استمرت جنازتها في Wanguo Funeral Home لمدة ثلاثة أيام. حضر العديد من الممثلين والممثلين السينمائيين المشهورين جنازتها، بما في ذلك وانغ رينمي ولين تشو تشو وليانغ سايزن، وكان حاملو النعش يضمون بعضًا من مخرجي الأفلام البارزين مثل لاي مان واي، فاي مو، وو يونغ قانغ وكاي تشوشينغ. بعد انتهاء الجنازة، نُقل تابوت روان إلى مقبرة في منطقة جاباي.
وبحسب ما ورد كان موكب جنازتها بطول 3 أميال (4.8 كم)، وانتحرت ثلاث نساء خلال جنازتها. وصفة صحيفة «نيويورك تايمز» الموقف بأنها «أكثر جنازة مروعة في القرن».
تم تدمير قبر روان لينغيو خلال الثورة الثقافية التي حدثت من عام 1966 إلى عام 1976.
في عام 1996، تم تشييد نصب تذكاري مصمم بشكل فريد لها في حديقة فوشو التذكارية في شنغهاي.

## في الثقافة الشعبية

### الصورة العامة

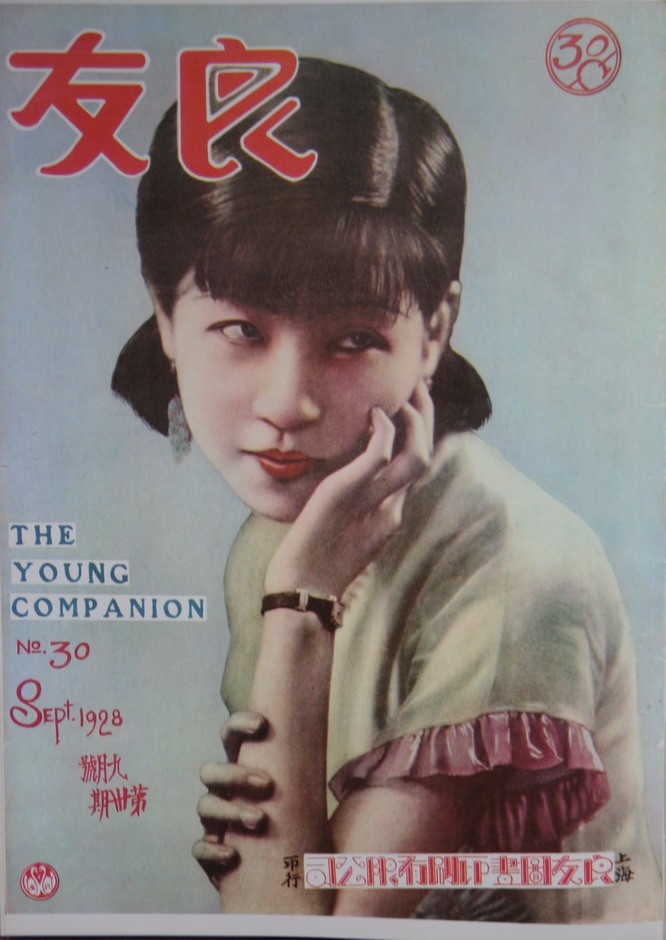
روان على غلاف احدى المجلات

تعتبر روان لينغيو من أبرز نجمات السينما الصينية في الثلاثينيات، قدرتها الاستثنائيّة وموهبتها في التمثيل وانتحارها وهي في سن الرابعة والعشرين من عمرها، جعلتها أيقونة للسينما الصينية.

## الأفلام
| السنة | العمل                    |
| ----- | ------------------------ |
| 1927  | متزوجان بالاسم فقط       |
| 1927  | قرص الدم والدموع         |
| 1927  | رسوم يانغ كوي في بكين    |
| 1927  | قلب المرأة               |
| 1928  | جسر لويانغ               |
| 1928  | معبد السحابة البيضاء     |
| 1929  | تاج اللؤلؤ               |
| 1929  | تحذيرات للعشاق           |
| 1929  | بجعة وحيد بعد الكارثة    |
| 1929  | مهاجمة جبل التنين التسعة |
| 1929  | حرق جبل التنين التاسع    |
| 1929  | زهرة الشاشة الفضية       |
| 1930  | العاصمة القديمة          |
| 1930  | عقد الانتحار             |
| 1930  | الزهور البرية على الطريق |
| 1931  | الحب والواجب             |
| 1931  | باقة من أزهار البرقوق    |
| 1931  | فتاة الخوخ               |
| 1931  | يو تانغ تشون             |
| 1932  | حلم آخر للعاصمة القديمة  |
| 1933  | ثلاث نساء حديثات         |
| 1933  | ليلة في المدينة          |
| 1933  | ألعاب صغيرة              |
| 1934  | حياة                     |
| 1934  | العودة للمنزل            |
| 1934  | وداعا شنغهاي             |
| 1934  | بحر من الثلج المعطر      |
| 1934  | الإلهة                   |
| 1935  | نساء جديدات              |
| 1935  | الجمارك الوطنية          |